# 부동산 투자 신탁
부동산 투자 신탁 (不動産投資信託, REITs, "리츠" 로 발음)은 소액의 투자자들을 모아 부동산 또는 부동산 관련대출에 투자하여 발생한 수익을 배당으로 지급하는 신탁이다. 리츠는 사무실 및 아파트, 주택, 창고, 병원, 쇼핑 센터, 호텔 및 상업용 산림을 포함한 다양한 유형의 상업용 부동산을 소유한다. 일부 리츠는 부동산에 대한 자금 조달을 담당한다. 일반적으로 상업용 REIT(C-REIT)와 주거용 REIT(R-REIT)로 구분되며, 주거용 REIT는 아파트 및 단독주택과 같은 주택 자산에 중점을 둔다.

## 한국
부동산투자회사법 제2조제1호에 따라 소액투자자들로부터 자금을 모아 부동산 또는 부동산과 관련된 자본이나 지분에 투자한 뒤, 발생하는 수익을 투자자에게 배당하는 부동산투자회사 또는 부동산투자신탁을 의미한다

### 한국 상장 리츠
1. 디앤디플랫폼리츠
2. 롯데리츠
3. 마스턴프리미어리츠
4. 삼성FN리츠
5. 스타에스엠리츠
6. 신한글로벌액티브리츠
7. 신한서부티엔디리츠
8. 신한알파리츠
9. 에이리츠
10. 이지스레지던스리츠
11. 이지스밸류리츠
12. 이지스밸류플러스리츠
13. 제이알글로벌리츠
14. 케이탑리츠
15. 코람코더원리츠
16. 코람코라이프인프라리츠
17. 한화리츠
18. ESR켄달스퀘어리츠
19. KB스타리츠
20. NH올원리츠
21. NH프라임리츠
22. SK리츠

## 아메리카

### 미국

#### 역사
미국 의회는 1960년에 REIT에 관한 법률을 제정했다. 이 법안은 뮤추얼펀드가 주식 투자에 제공하는 것과 유사한 부동산 투자 구조를 제공하기 위한 것이었다. REIT는 미국 연방 소득세에 대한 책임을 피하기 위해 일반적으로 주주들에게 배당금 형태로 과세 소득 의 최소 90%에 해당하는 금액을 지급해야 하기 때문에 강력한 소득 수단이다.
2008년부터 2011년까지 REIT는 미국 경제 침체와 대공황으로 인해 어려움을 겪었다.
2019년으로 끝나는 5년 기간 동안 미국 대형주 주식 지수인 S&P 500 지수는 연간 12.5%의 수익률을 기록했는데, 이는 FTSE NAREIT All Equity REITs 지수의 연간 수익률 9.0%보다 높다. 그러나 1972년부터 2019년까지의 연간 총 수익률은 S&P 500의 경우 12.1%였고 FTSE NAREIT 지수의 경우 13.3%였다. 미국 거래소에 상장된 공개 REIT는 190개가 넘는다.

## 참고문헌
1. ↑  Malkiel, Burton G. (2018). 《A Random Walk Down Wall Street: The Time-Tested Strategy for Successful Investing》 complet revis a updat판. W. W. Norton & Company.
2. ↑  “[시사경제용어사전] 리츠(REITS)”. 2024년 9월 19일에 확인함.
3. ↑  “Real Estate Investment Trusts (REITs)”. 2022년 7월 21일에 확인함.
4. ↑  Aalbers, Manuel; Taylor, J. Zac; Klingec, J. Tobias; Fernandezd, Rodrigo (2023). “In Real Estate Investment We Trust: State De-risking and the Ownership of Listed US and German Residential Real Estate Investment Trusts”. 《Economic Geography》 99 (3): 312–335.
5. ↑  “REIT Industry Timeline”. reit.com. 2014년 12월 7일에 원본 문서에서 보존된 문서. 2014년 12월 4일에 확인함.
6. ↑  “UPREITs, Down-REITs And Other REIT Vehicles: Should You Go Along For The Ride?”. 《FindLaw.com》.
7. ↑  “What is a REIT?”. reit.com. 2014년 12월 4일에 확인함.
8. ↑  “Pummeled by the recession, REITs rebound”. 《The Washington Post》. 2021년 2월 25일에 확인함.
9. ↑  “REITs vs. Stocks: What Does the Data Say?”. 2020년 8월 5일. 2021년 2월 25일에 확인함.
10. ↑  “REIT and Publicly Traded Real Estate Company Directory”. 2021년 2월 25일에 확인함.